# 大津インターチェンジ (熊本県)
大津インターチェンジ（おおづインターチェンジ）は、熊本県菊池郡大津町大字引水にある中九州横断道路（北側復旧ルート・大津道路）のインターチェンジである。

## 道路
- 中九州横断道路（国道57号）
  - 北側復旧ルート
  - 大津道路

## 沿革
- 2016年（平成28年）
  - 6月14日 - 同年4月16日に発生した熊本地震の影響で不通となっていた国道57号の復旧事業として北側復旧ルートの整備を決定[2]。
  - 7月6日 - 北側復旧ルートを決定[3]。
  - 11月2日 - 北側復旧ルートの工事に着手[4]。
- 2020年（令和2年）10月3日 - 阿蘇西IC - 大津IC間 開通に伴い供用開始[1]。
- 2024年（令和6年）度 - 大津道路（大津IC - 大津西IC）事業化[5]。

## 接続道路
大津IC入口交差点
- 国道57号
- 熊本県道339号北外輪山大津線（ミルクロード）

ランプウェイ分岐
- 大津町道新小屋桜山線

## 周辺
- 道の駅大津
- 大津町運動公園
- 熊本空港（阿蘇くまもと空港）

## 隣
中九州横断道路（北側復旧道路）
大津東IC（阿蘇方面出入口） - 大津IC
中九州横断道路（大津道路）
大津IC - 大津西IC